# Carinefferia concinnata
Carinefferia concinnata là một loài ruồi trong họ Asilidae. Carinefferia concinnata được Williston miêu tả năm 1901. Loài này phân bố ở vùng Tân nhiệt đới.